# Riserva naturale Valle dell'Orfento II
La riserva naturale Valle dell'Orfento II è un'area naturale protetta di 320 ha, istituita nel 1972 e situata nel comune di Caramanico Terme, in provincia di Pescara.

## Descrizione

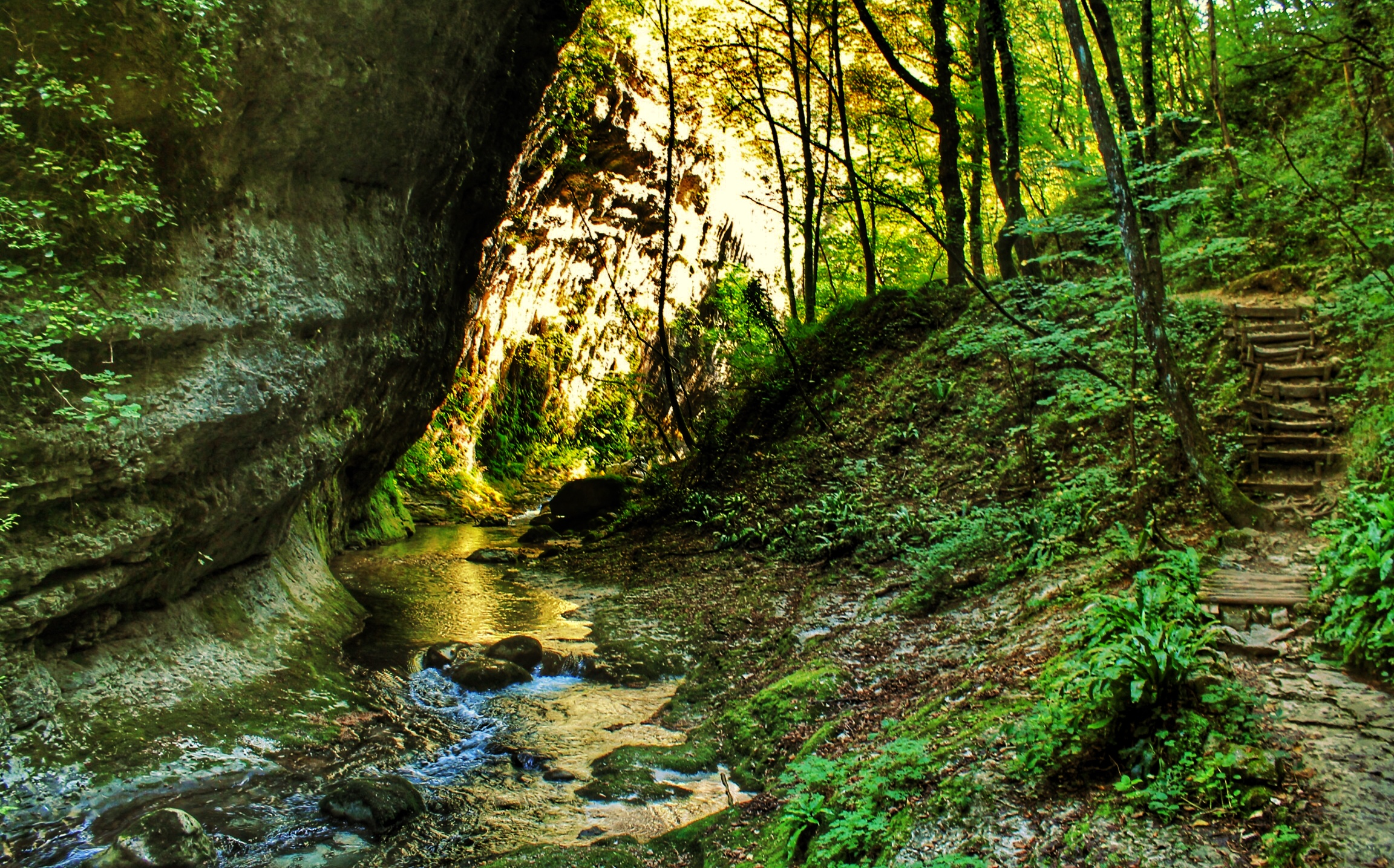
Veduta del fiume Orfento con le "scalelle" sulla destra

Posta a nord-ovest della riserva naturale Valle dell'Orfento I con la quale è correlata, l'area protetta II occupa una superficie di 320 ha, pari a poco più di 3 km², all'interno del territorio del comune di Caramanico Terme. Il proprio areale vede la presenza della Valle dell'Orfento, da cui il nome, il cui fiume, nel corso del tempo, ha scavato delle vere e proprie scarpate rocciose di differenti altezze, che contribuiscono a caratterizzare la riserva. Il perimetro della zona protetta, situata ai piedi dell'abitato di Caramanico Terme, appare circoscritto al fiume Orfento, spaziando dal colle San Jorio, posto a nord-ovest, alla frazione di Decontra, ubicata a est, e raggiungendo un massimo di 887 m s.l.m.. La riserva, collegata con la strada statale 487 in corrispondenza del ponte di Caramanico, è attraversata da una rete di sentieri del parco nazionale della Maiella, comprendente il "sentiero delle scalelle", noto anche semplicemente come le "scalelle", così denominato localmente per via dei gradini in legno, in pietra e in terriccio che lo costituiscono, che permette di raggiungere inizialmente il ponte San Cataldo, nelle cui vicinanze in passato vi era l'omonimo eremo, non più presente, con l'omonima grotta, e, verso la fine, la cascata dell'Angelo, che trae il nome dall'eremo di Sant'Angelo, sito nei paraggi ma anch'esso scomparso. Il territorio della riserva durante la seconda guerra mondiale ha costituito un luogo di riparo per i civili che cercavano di sfuggire alle rappresaglie attuate dai nazisti, in particolare il grottone per i profughi Bert Tulloch, John Evelyn Broad e Ted Bartlett. L'ambiente della riserva è quello tipico centro-europeo, caratterizzato da un proprio spettro corologico delle varie specie vegetali che vi prosperano.

## Storia
La riserva è stata istituita con decreto ministeriale agricoltura e foreste dell'11 settembre 1971, sottoscritto da Lorenzo Natali, come riserva naturale statale orientata e confermata con decreto ministeriale del 29 marzo 1972. Con la legge n. 394 del 1991 è stata inclusa nel territorio del parco nazionale della Maiella, collocata all'interno della zona A. Il 21 maggio 1992 è stata riconosciuta all'interno della direttiva habitat come «sito di importanza comunitaria».

## Flora
La flora della riserva comprende tra le varie piante arboree, erbacee e floreali, perlopiù specie di carpino nero, cipresso, faggio, pino mugo, pino nero e roverella, tipiche dell'ambiente centro-europeo (450-887 m s.l.m.).

## Fauna
La fauna comprende, per i grandi e i piccoli mammiferi, esemplari di capriolo, cervo, lontra, lupo appenninico e orso bruno marsicano, mentre per quanto riguarda gli uccelli, specie di averla capirossa, codirossone, crociere, merlo acquaiolo, merlo dal collare, ortolano, passera lagia, picchio dorsobianco, piviere tortolino, quaglia e succiacapre. I rettili sono presenti con specie di geco comune, geco verrucoso, lucertola campestre, lucertola muraiola, luscengola, orbettino italiano e ramarro, tra i sauri, e specie di biscia dal collare barrata e biscia tassellata, tra i serpenti, mentre gli animali più rappresentativi sono gli anfibi, con esemplari di raganella italiana, rana appenninica, rana dalmatina, rospo, salamandra appenninica, salamandrina settentrionale, tritone italiano, tritone punteggiato e ululone dal ventre giallo, che vivono in prossimità delle acque del fiume Orfento. Tra gli invertebrati, si distingue la Parnassius apollo, rara specie faunistica endemica della riserva.